# 原子弹秘史
《原子弹秘史》
是美国记者兼历史学家理查德·罗兹的著作，1987年由西蒙与舒斯特首次出版，曾获得1988年普利策非小说奖美国国家非小说类图书奖和1987年美国国家书评人协会奖综合非小说类奖。书中记叙了曼哈顿计划和广岛与长崎原子弹爆炸期间发生的事情。